# Seleção Galega de Futebol
A Seleção Galega de futebol é uma equipe de futebol formado por jogadores da Galiza, independentemente de que joguem ou não com seleções nacionais reconhecidas pela FIFA. O nome oficial da associação é "Real Federação Galega de Futebol". 
A Seleção Galega de Futebol disputou seu primeiro jogo em 19 de novembro de 1922, contra a seleção da Comunidade Autônoma de Madri, e saiu com a vitória por 4 a 1. Com a Guerra Civil Espanhola e a posterior ascensão do general Francisco Franco ao poder, a equipe deixou de existir. Voltou aos gramados em dezembro de 2005, jogando um amistoso contra o Uruguai.
Sua maior vitória foi um 7 a 1 sobre um combinado de Ferrol e Corunha, em fevereiro de 1923, enquanto a maior derrota da Irmandiña (um dos apelidos da equipe) foi também um 7 a 1, desta vez a favor da seleção da Occitânia, em dezembro de 2013.

## Treinadores
- Manuel González e Pepe Bar (1922–1923)
- Arsenio Iglesias e Fernando Vázquez (2005–2008)
- Fernando Vázquez (2008–2013)
- Fran González e Míchel Salgado (2016)
- Diego Martínez (2024–)